# Sieć Feistela
Sieć Feistela – struktura stosowana w budowie symetrycznych algorytmów szyfrujących, której opis opublikował w latach siedemdziesiątych pracownik IBM Horst Feistel.

Schemat sieci Feistela

Sieć Feistela pozwala na szyfrowanie i deszyfrowanie informacji tym samym algorytmem, mimo iż funkcja {\displaystyle f} nie jest odwracalna. Sieć Feistela generuje z tekstu jawnego szyfrogram, a z szyfrogramu tekst jawny. W ten sposób konstruowanie algorytmów szyfrujących znacznie się uprościło, ponieważ nie trzeba się troszczyć o odwracalność funkcji {\displaystyle f.}
Tekst jawny dzieli się na dwa równe bloki {\displaystyle L_{i},} {\displaystyle R_{i}.} Funkcja {\displaystyle f} jest właściwym algorytmem szyfrującym. Jako wynik otrzymuje się szyfrogram. Numer kolejnej rundy oznaczany jest indeksem {\displaystyle i;} to oznacza iż wynik szyfrowania jest ponownie {\displaystyle i}-krotnie szyfrowany, co polepsza jakość szyfrowania.
Algorytmy zbudowane na bazie sieci Feistela:
- 3DES
- DES
- FEAL
- Twofish